# Epichonocephalus transversalis
Epichonocephalus transversalis är en tvåvingeart som beskrevs av Schmitz 1928. Epichonocephalus transversalis ingår i släktet Epichonocephalus och familjen puckelflugor.
Artens utbredningsområde är Bismarckarkipelagen. Inga underarter finns listade i Catalogue of Life.